# Asley González
Asley González (Caibarién, 5 de setembro de 1989) é um judoca cubano. 
Conquistou uma medalha de prata nas Olimpíadas de 2012 na categoria até 90 kg.